# Lamud
A cidade peruana de Lamud é a capital da Província de Luya, situada no Departamento de Amazonas, pertencente a Região de Amazonas, Peru.